# الطیبه
الطیبة یک منطقهٔ مسکونی در سوریه است که در حمص واقع شده‌است.

## خصوصیات
الطیبة ۲٬۴۱۳ نفر جمعیت دارد.